# Кубок Литви з футболу 1995—1996
Кубок Литви з футболу 1995—1996 — 7-й розіграш кубкового футбольного турніру в Литві. Титул вперше здобув Кареда-Сакалас (Шяуляй).

## Календар
| Раунд        | Дата                     | Матчі | Клуби   |
| ------------ | ------------------------ | ----- | ------- |
| Перший раунд | 9 серпня 1995            | 16    | 48 → 32 |
| 1/16 фіналу  | 1-2 вересня 1995         | 16    | 32 → 16 |
| 1/8 фіналу   | 18-19/27-29 жовтня 1995  | 16    | 16 → 8  |
| 1/4 фіналу   | 16-20/22-23 березня 1996 | 8     | 8 → 4   |
| 1/2 фіналу   | 23 квітня/15 травня 1996 | 4     | 4 → 2   |
| Фінал        | 17 червня 1996           | 1     | 2 → 1   |

## 1/8 фіналу
| Команда 1              | Заг. | Команда 2               | 1-й матч | 2-й матч |
| ---------------------- | ---- | ----------------------- | -------- | -------- |
| 18/29 жовтня 1995      |      |                         |          |          |
| Алса-Панеріс (Вільнюс) | 0:2  | Локомотивас (Вільнюс)   | 0:1      | 0:1      |
| Сандорис (Вільнюс) (4) | 0:9  | Кареда-Сакалас (Шяуляй) | 0:6      | 0:3      |
| Банга                  | 5:9  | Панеріс                 | 4:2      | 1:7      |
| 19/27 жовтня 1995      |      |                         |          |          |
| Клайпеда               | 1:3  | Жальгіріс (Вільнюс)     | 1:1      | 0:2      |
| Арас                   | 4:1  | Екранас                 | 1:1      | 3:1      |
| 19/28 жовтня 1995      |      |                         |          |          |
| Мастіс (Тельшяй)       | 0:6  | Жальгіріс-2             | 0:4      | 0:2      |
| 19/29 жовтня 1995      |      |                         |          |          |
| Таурас                 | 1:13 | Інкарас-Гріфас          | 0:3      | 1:10     |
| Інтерас-АЕ (2)         | 1:4  | Каунас                  | 1:2      | 0:2      |

## 1/4 фіналу
| Команда 1             | Заг. | Команда 2           | 1-й матч | 2-й матч |
| --------------------- | ---- | ------------------- | -------- | -------- |
| 16/22 березня 1996    |      |                     |          |          |
| Жальгіріс-2           | 2:4  | Жальгіріс (Вільнюс) | 1:3      | 1:1      |
| 17/23 березня 1996    |      |                     |          |          |
| Кареда (Шяуляй)       | 4:1  | Панеріс             | 2:0      | 2:1      |
| Локомотивас (Вільнюс) | 1:7  | Інкарас-Гріфас      | 1:3      | 0:4      |
| 20/23 березня 1996    |      |                     |          |          |
| Каунас                | 2:4  | Атлантас            | 2:3      | 0:1      |

## 1/2 фіналу
| Команда 1                | Заг. | Команда 2           | 1-й матч | 2-й матч |
| ------------------------ | ---- | ------------------- | -------- | -------- |
| 23 квітня/15 травня 1996 |      |                     |          |          |
| Кареда (Шяуляй)          | 4:2  | Жальгіріс (Вільнюс) | 2:1      | 2:1      |
| Атлантас                 | 2:10 | Інкарас-Гріфас      | 2:4      | 0:6      |

## Фінал
| 17 червня 1996 |

| Кареда-Сакалас (Шяуляй) | 2:0      | Інкарас-Гріфас |
| ----------------------- | -------- | -------------- |
| Данченко 69' Поцюс 90'  | Протокол |                |

| Стадіон «Жальгіріс», Вільнюс Глядачів: 1 200 Арбітр: Алгірдас Дубінскас |